# 梁鏡堯
梁镜尧（1899年—1945年1月），字景唐，祖籍广东顺德，是韶關仲元中学的校长；他在中國抗日戰爭期間掩護仲元中学內的婦孺撤離，被侵華日军士兵殺死，先後被国民政府和中華人民共和國民政部追認為烈士。

## 生平
梁镜尧生于澳门，年幼時跟隨雙親來到中国东北地区和日本，9岁時到澳门求學，曾經师從陈子褒；他後來迁居到天津，就读天津市南开中学，中学毕业后在上海法租界學習英語。梁镜尧在1919年進入北京大学英文系，于1925年毕业，其後在中學任教。
梁镜尧在1927年後曾經供職於公安局、电政局等單位，在1937年開始擔任广州纺织厂的总务课长；翌年，日军入侵當地市郊，梁镜尧不想厂內的设备落入日军手中，便亲自放置炸药，又把受伤工人送院。梁镜尧曾逃到香港，及後赴韶關曲江县，在1941年起擔任韶關仲元中学的校长；他很爱护学校和学生，照料学生們的起居饮食，又常常視察教学情况。梁镜尧聘用了被追捕的中國共产党党員许家宝為教師，但要求他不要在學校組織示威活動；由於當時正值抗日戰爭，梁镜尧曾教導学生必須要抵抗侵略，又表示願意當指挥官，领導他們與日軍作战。
1944年豫湘桂會戰後，日軍攻進粵北地區，仲元中學被迫停課。梁镜尧協助把師生撤離到楓灣鎮，但仍有數十名師生因個人意願或安全問題而留在校內，梁镜尧及其妻兒便與這批師生留守學校；他又與政府當局協調，把一批槍械發給留在校內的師生，安排他們守衛校園。1945年1月，韶关失陷；1月24日凌晨，約60名日軍士兵由多名中國人引路，一路走向仲元中學，途中向村莊開槍，梁镜尧便喚醒師生，組織健壯者抵抗日軍。未幾，日軍開始攻擊仲元中學，梁镜尧向他們開槍掃射，擊斃兩名日軍；他和師生繼續掃射，半个多小时內殺掉了逾10名日軍兵員。日軍其後從側面攻擊學校，梁镜尧掩護部份人撤退，後被日軍包圍；日軍士兵要他投降，又要求他向日軍泄露有關情況，梁镜尧不從，遭到對方槍殺。梁镜尧的兩名兒子分別陣亡和受傷，逾10名師生亦告陣亡；剩餘的師生撤離校舍，日軍便搶去校內財物，燒燬學校。
在仲元中學一役，日軍有超過20名士兵被擊斃，有日軍軍曹讚嘆中國學生比軍隊還要厲害。

## 紀念
梁鏡堯和其他師生抵抗日軍的事跡引起社會關注，得到國民黨和共產黨的褒揚：中國共產黨出版的《新華日報》對仲元中學師生予以表彰，國民黨亦先後在兩份年鑑中收錄梁鏡堯的事跡。梁鏡堯被国民政府列入抗日阵亡烈士史籍，又在1986年8月被中華人民共和國民政部追認為「革命烈士」。